# Знакогенератор

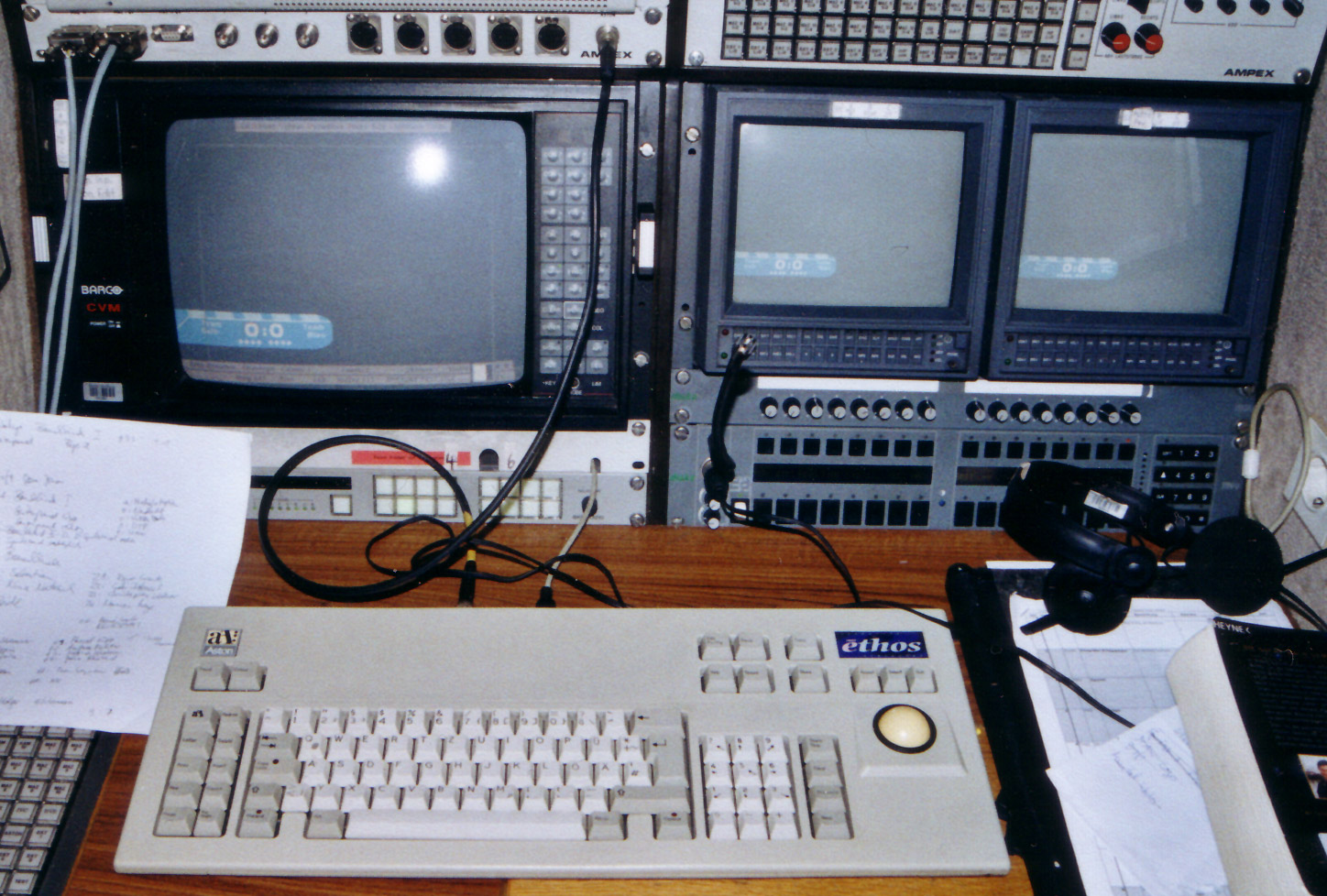
Знакогенератор Ethos фирмы Aston

Знакогенератор (англ. Character generator, сокращённо CG) — это устройство или программное обеспечение для создания статического или анимированного текста (например, титров или названий передач) с последующим отображением на экране. Современные генераторы символов основаны на компьютерных технологиях и способны генерировать не только текст, но и графику.

## История
В 1960-х годах моноскопы кратковременно применялись для вывода видео в текстовом режиме на компьютерные дисплеи. Первые знакогенераторы для телевещания, такие как CBS Laboratories Vidiac и AB Dick 990, появились в тот же период. Позже, перед выборами президента США в 1968 году, CBS Laboratories создала более совершенную систему Vidifont, позволявшую быстро генерировать электронные символы для идентификации интервьюируемых. В 1970 году BBC разработала аналогичный аналоговый генератор Anchor, который использовался на всеобщих выборах того же года.

## Область применения
Генераторы символов широко применяются в прямых трансляциях спортивных событий и новостных программ, так как позволяют оперативно создавать анимированную графику высокого разрешения. Например, если во время футбольного матча неожиданно проявит себя новый игрок, оператор может быстро подготовить соответствующую графику, используя шаблон. Эти технологии помогают адаптировать трансляцию к изменениям в реальном времени.
Со временем различие между аппаратными и программными генераторами символов стало менее заметным благодаря развитию новых платформ и операционных систем, соответствующих требованиям прямых эфиров.
В Северной Америке экранную графику, созданную генераторами символов, часто называют «Chyrons» — по названию компании Chyron Corporation, одной из первых в этой сфере. В Великобритании аналогичная графика известна как «Astons», в честь Aston Broadcast Systems. Эти названия стали обобщёнными товарными знаками.

## Методы применения
До появления генераторов символов заголовки накладывались на видео с помощью отдельной камеры, снимавшей белые буквы на чёрном фоне. Затем это изображение комбинировалось с кадрами основной камеры, создавая эффект наложенного текста. Хотя этот метод устарел, он иногда используется для интеграции компьютерной графики в видеопоток.
С развитием технологий стало возможно накладывать текст на видео в реальном времени. Одним из таких методов было создание «вырезов» в изображении с основной камеры, в которые затем добавлялись электронные буквы. Современная компьютерная графика продвинулась дальше, позволяя добавлять реалистичные 3D-эффекты и интегрировать графические элементы, такие как анимации, системы подсчёта очков, хронометраж и статистику спортсменов в режиме реального времени.
В спортивных трансляциях графика включает данные не только текущего матча, но и других игр, чтобы зрителям не приходилось переключать канал в поисках информации. Это удерживает аудиторию и увеличивает доход от рекламы, встроенной в видеопоток.
Несмотря на стирающиеся границы между аппаратными и программными генераторами символов, их всё ещё можно разделять по этому принципу, хотя современные графические технологии делают это различие менее очевидным.

## Аппаратные генераторы символов

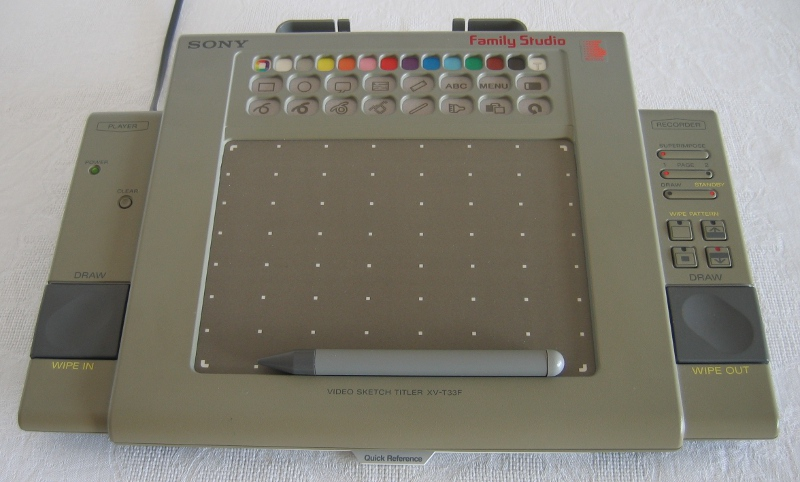
Аппаратный генератор символов для домашнего и полупрофессионального использования (1994 г.; управляется пером в области рисования)

Аппаратные генераторы символов применяются в телевизионных студиях и видеоредакторах. С их помощью можно создавать как статический, так и анимированный текст или графику, которая затем кодируется в высококачественный видеосигнал, например, SDI, аналоговое компонентное видео, HD-видео или RGB-видео. Эти устройства также формируют ключевой сигнал, который видеомикшер использует для определения полупрозрачных областей компьютерной графики с помощью альфа-канала.

## Программные генераторы символов
Программные генераторы символов работают на стандартных компьютерах и часто интегрируются в системы видеомонтажа, такие как нелинейные редакторы (NLE). Однако существуют и автономные генераторы, предназначенные для случаев, когда видеоредакторы не поддерживают текстовую графику или имеют недостаточно гибкие встроенные инструменты. Некоторые программные генераторы могут использоваться в прямом эфире с помощью специального ПО и видеокарт, выполняя ту же функцию, что и аппаратные решения.